# 1790-talet

1792 mördas Sveriges kung Gustav III.

## Händelser
- 1790 - Gustav III:s ryska krig avslutas den 14 augusti genom Freden i Värälä.
- 1792 – Sveriges kung Gustav III blir skjuten den på Kungliga operan av kapten Jacob Anckarström den 16 mars. Kungen avlider den 29, varvid hans son Gustav IV Adolf blir omyndig kung och får en förmyndarregering ledd av Gustav III:s bror hertig Karl.
- 1793 – Polens andra delning genomförs.
- 1793 – Den franske kungen Ludvig XVI döms till döden och giljotineras (21 januari) för att han och drottningen Marie-Antoinette har försökt fly ut ur Frankrike med hjälp av den svenske diplomaten Axel von Fersen. I oktober giljotineras även drottningen. Frankrike inför republik och de så kallade revolutionskrigen mot Frankrike börjar ta fart. I Österrike är ilskan mot Frankrike enorm, eftersom den avrättade Marie-Antoinette ursprungligen kommer från Österrike.
- 1794 – Det franska skräckväldet under Maximilien de Robespierre och Danton kulminerar. Danton hamnar i onåd och giljotineras. Slutligen avrättas även Robespierre själv efter en kort men desperat kamp.
- 1795 – Polens tredje delning genomförs och när Ryssland, Österrike och Preussen nu delar upp det sista av landet försvinner Polen som suverän stat.
- 1799 – Generalen Napoleon Bonaparte avskaffar franska revolutionen genom den så kallade Brumairekuppen och får titeln förste konsul Bonaparte.

## Födda
- 27 april 1791 – Samuel Morse, morsealfabetets uppfinnare.
- 13 maj 1792 – Pius IX, påve.
- 4 juli 1799 – Oscar I, kung av Sverige och kung av Norge.

## Avlidna
- 5 december 1791 – Wolfgang Amadeus Mozart, österrikisk tonsättare.
- 29 mars 1792 – Gustav III, Sveriges kung 1771-1792.